# 4391 Балодіс
4391 Балодіс (4391 Balodis) — астероїд головного поясу, відкритий 21 серпня 1977 року.
Тіссеранів параметр щодо Юпітера — 3,496.